# Волтер Девіс (баскетболіст)
Волтер Перл Девіс (англ. Walter Pearl Davis; 9 вересня 1954, Пінвілл, Північна Кароліна, США — 2 листопада 2023) — американський професіональний баскетболіст, що грав на позиціях легкого форварда і атакувального захисника за декілька команд НБА, зокрема за «Фінікс Санз», яка навіки закріпила за ним ігровий № 6. Гравець національної збірної США. Олімпійський чемпіон 1976 року.

## Ігрова кар'єра
Починав грати у баскетбол у команді старшої школи південного Мекленбурга (Шарлотт, Північна Кароліна), де чотири рази ставав чемпіоном штату. На університетському рівні грав за команду Північна Кароліна (1973—1977). 1976 року був викликаний до складу збірної США для участі в Олімпіаді 1976, де здобув з командою золото.
1977 року був обраний у першому раунді драфту НБА під загальним 5-м номером командою «Фінікс Санз». Захищав кольори команди з Фінікса протягом наступних 11 сезонів. У своєму першому ж сезоні набирав 24,2 очка за гру, що виявилось для нього найкращим показником у подальшій кар'єрі. За підсумками цього сезону здобув нагороду новачка року НБА. За перші 10 сезонів у лізі набирав більше 20 очок за матч та 6 разів брав участь у матчах всіх зірок. За час проведений у Фініксі став рекордсменом франшизи з найбільшою кількістю набраних очок — 15,666. Останні роки боровся з наркозалежністю та двічі лікувався у спеціалізованих клініках.
З 1988 по 1991 рік грав у складі «Денвер Наггетс».
Частину 1991 року виступав у складі «Портленд Трейл-Блейзерс».
Останньою ж командою в кар'єрі гравця стала «Денвер Наггетс», до складу якої він приєднався 1991 року і за яку відіграв один сезон.

## Статистика виступів в НБА

### Регулярний сезон
| Сезон              | Команда                   | GP    | GS  | MPG  | FG%  | 3P%   | FT%   | RPG | APG | SPG | BPG | PPG  |
| ------------------ | ------------------------- | ----- | --- | ---- | ---- | ----- | ----- | --- | --- | --- | --- | ---- |
| 1977–78            | «Фінікс Санз»             | 81    | –   | 32.0 | .526 | –     | .830  | 6.0 | 3.4 | 1.4 | 0.2 | 24.2 |
| 1978–79            | «Фінікс Санз»             | 79    | –   | 30.8 | .561 | –     | .831  | 4.7 | 4.3 | 1.9 | 0.3 | 23.6 |
| 1979–80            | «Фінікс Санз»             | 75    | –   | 30.8 | .563 | .000  | .819  | 3.6 | 4.5 | 1.5 | 0.3 | 21.5 |
| 1980–81            | «Фінікс Санз»             | 78    | –   | 28.0 | .539 | .412  | .836  | 2.6 | 3.9 | 1.2 | 0.2 | 18.0 |
| 1981–82            | «Фінікс Санз»             | 55    | 12  | 21.5 | .523 | .188  | .820  | 1.9 | 2.9 | 0.8 | 0.1 | 14.4 |
| 1982–83            | «Фінікс Санз»             | 80    | 79  | 31.1 | .516 | .304  | .818  | 2.5 | 5.0 | 1.5 | 0.2 | 19.0 |
| 1983–84            | «Фінікс Санз»             | 78    | 70  | 32.6 | .512 | .230  | .863  | 2.6 | 5.5 | 1.4 | 0.2 | 20.0 |
| 1984–85            | «Фінікс Санз»             | 23    | 9   | 24.8 | .450 | .300  | .877  | 1.5 | 4.3 | 0.8 | 0.0 | 15.0 |
| 1985–86            | «Фінікс Санз»             | 70    | 62  | 32.0 | .485 | .237  | .843  | 2.9 | 5.2 | 1.4 | 0.0 | 21.8 |
| 1986–87            | «Фінікс Санз»             | 79    | 79  | 33.5 | .514 | .259  | .862  | 3.1 | 4.6 | 1.2 | 0.1 | 23.6 |
| 1987–88            | «Фінікс Санз»             | 68    | 48  | 28.7 | .473 | .375  | .887  | 2.3 | 4.1 | 1.3 | 0.0 | 17.9 |
| 1988–89            | «Денвер Наггетс»          | 81    | 0   | 22.9 | .498 | .290  | .879  | 1.9 | 2.3 | 0.9 | 0.1 | 15.6 |
| 1989–90            | «Денвер Наггетс»          | 69    | 0   | 23.7 | .481 | .130  | .912  | 2.6 | 2.2 | 0.9 | 0.1 | 17.5 |
| 1990–91            | «Денвер Наггетс»          | 39    | 13  | 26.8 | .474 | .303  | .915  | 3.2 | 2.2 | 1.6 | 0.1 | 18.7 |
| 1990–91            | «Портленд Трейл-Блейзерс» | 32    | 1   | 13.7 | .446 | .333  | .913  | 1.8 | 1.3 | 0.6 | 0.0 | 6.1  |
| 1991–92            | «Денвер Наггетс»          | 46    | 0   | 16.1 | .459 | .313  | .872  | 1.5 | 1.5 | 0.6 | 0.0 | 9.9  |
| Усього за кар'єру  | Усього за кар'єру         | 1,033 | 373 | 27.9 | .511 | .272  | .851  | 3.0 | 3.8 | 1.2 | 0.1 | 18.9 |
| В іграх усіх зірок | В іграх усіх зірок        | 6     | 1   | 18.2 | .455 | 1.000 | 1.000 | 3.3 | 2.5 | 1.2 | 0.0 | 9.8  |

### Плей-оф
| Сезон             | Команда                   | GP | GS | MPG  | FG%  | 3P%  | FT%   | RPG | APG | SPG | BPG | PPG  |
| ----------------- | ------------------------- | -- | -- | ---- | ---- | ---- | ----- | --- | --- | --- | --- | ---- |
| 1978              | «Фінікс Санз»             | 2  | –  | 33.0 | .475 | –    | .750  | 8.5 | 4.0 | 1.5 | 0.0 | 25.0 |
| 1979              | «Фінікс Санз»             | 15 | –  | 32.7 | .520 | –    | .813  | 4.6 | 5.3 | 1.7 | 0.3 | 22.1 |
| 1980              | «Фінікс Санз»             | 8  | –  | 30.6 | .504 | .000 | .737  | 2.9 | 4.4 | 0.5 | 0.1 | 20.8 |
| 1981              | «Фінікс Санз»             | 7  | –  | 28.4 | .481 | .000 | .588  | 2.7 | 3.1 | 1.0 | 0.1 | 16.0 |
| 1982              | «Фінікс Санз»             | 7  | –  | 24.7 | .448 | .333 | .917  | 3.1 | 4.3 | 0.7 | 0.1 | 18.1 |
| 1983              | «Фінікс Санз»             | 3  | –  | 37.7 | .435 | .500 | .810  | 5.0 | 4.3 | 2.0 | 1.7 | 26.0 |
| 1984              | «Фінікс Санз»             | 17 | –  | 36.6 | .535 | .273 | .897  | 2.7 | 6.4 | 1.7 | 0.2 | 24.9 |
| 1989              | «Денвер Наггетс»          | 3  | 0  | 31.3 | .517 | .000 | 1.000 | 1.7 | 1.3 | 1.0 | 0.0 | 25.7 |
| 1990              | «Денвер Наггетс»          | 3  | 0  | 23.3 | .400 | .000 | 1.000 | 3.0 | 2.0 | 0.3 | 0.0 | 14.0 |
| 1991              | «Портленд Трейл-Блейзерс» | 13 | 0  | 8.5  | .396 | .000 | .833  | 1.2 | 0.5 | 0.3 | 0.0 | 3.3  |
| Усього за кар'єру | Усього за кар'єру         | 78 | ?  | 28.0 | .496 | .192 | .830  | 3.1 | 4.0 | 1.1 | 0.2 | 18.6 |